# Giraffa camelopardalis antiquorum
Giraffa camelopardalis antiquorum – podgatunek żyrafy spotykany na północy Kamerunu, w południowym Czadzie, Republice Środkowoafrykańskiej i prawdopodobnie również na zachodzie Sudanu. Historycznie powstało pewne zamieszanie dotyczące właściwego zasięgu występowania tego podgatunku i Giraffa camelopardalis peralta, populacje żyjące między innymi w północnym Kamerunie przypisano niegdyś tej drugiej. Badania genetyczne wykazały jednak, że wszystkie G.c. peralta w ogrodach zoologicznych należą jednak do G. c. antiquorum.